# Krystyna Kleszcz
Krystyna Kleszcz, Krystyna Kleszczowa – polska językoznawczyni, profesor nauk humanistycznych, emerytowany pracownik naukowy Uniwersytetu Śląskiego w Katowicach. Jej zainteresowania badawcze koncentrują się wokół słowotwórstwa i semantyki historycznej, jest autorką ponad 200 publikacji naukowych.

## Życiorys
Ukończyła klasę skrzypiec w Liceum Muzycznym im. Karola Szymanowskiego w Katowicach, zdając maturę w 1966 roku. Studia w zakresie filologii polskiej ukończyła z wyróżnieniem na podstawie rozprawy pt. Charakterystyka porównawcza Psałterza floriańskiego z Psałterzem puławskim w zakresie fonetyki i fleksji w roku 1971. Pracując na Uniwersytecie Śląskim, po 7 latach obroniła pracę doktorską pt. Restrykcje semantyczne w procesie derywacji nazw narzędzi (promotor: prof. Maria Honowska), a w 1989 roku, na podstawie pracy pt. „Verba dicendi” w historii języka polskiego. Zmiany znaczeń, uzyskała – z wyróżnieniem – habilitację. W 1999 roku otrzymała tytuł profesora nauk humanistycznych, a w 2004 r. objęła stanowisko profesora zwyczajnego w Instytucie Języka Polskiego im. Ireny Bajerowej (obecnie Instytucie Językoznawstwa) Wydziału Filologicznego Uniwersytetu Śląskiego.
W roku 1995 dołączyła do Komisji Słowotwórstwa przy Międzynarodowym Komitecie Slawistów. Jest członkiem Komitetu Językoznawstwa Polskiej Akademii Nauk, w którym działa w Sekcji Teorii Języka, a w 2007 r. została zastępcą przewodniczącego tego komitetu. Była także przewodniczącą Polskiego Towarzystwa Językoznawczego, należała do Rady Naukowej Instytutu Języka Polskiego PAN w Krakowie, a także do Pracowni Semantyki i Pragmatyki przy Uniwersytecie Warszawskim. Zasiadała w radzie naukowej 9 czasopism językoznawczych.